# パワーズセンター小牧
パワーズセンター小牧（パワーズセンターこまき、英語: Powers Center Komaki）は、愛知県小牧市にある複合型商業施設。通称「小牧パワーズ」。
スーパーマーケットや衣料品店などの複数の店舗が営業している。基本的に店舗ごとに建物が独立しており、営業日時も店舗ごとに異なる。

## 店舗一覧
- ビッグリブ 小牧店 - （株）三河屋が展開する食料品店
- ジーユー 小牧パワーズ店
- ライコランド 小牧インター店 - オートバイ専門店
- サンレジャン 小牧店
- ヘルスバンク 小牧パワーズ店
- ファミリーマート 小牧パワーズ店
- ザ・ダイソー 小牧パワーズ店
- オンセンド 小牧店
- セブン銀行ATM
- コーナンPRO新小牧パワーズ店

## 所在地
- 愛知県小牧市間々原新田地内

## 交通手段
- こまき巡回バスの「間々原新田」バス停下車。
- 名鉄小牧線の小牧原駅下車、徒歩で約20分。

## 周辺

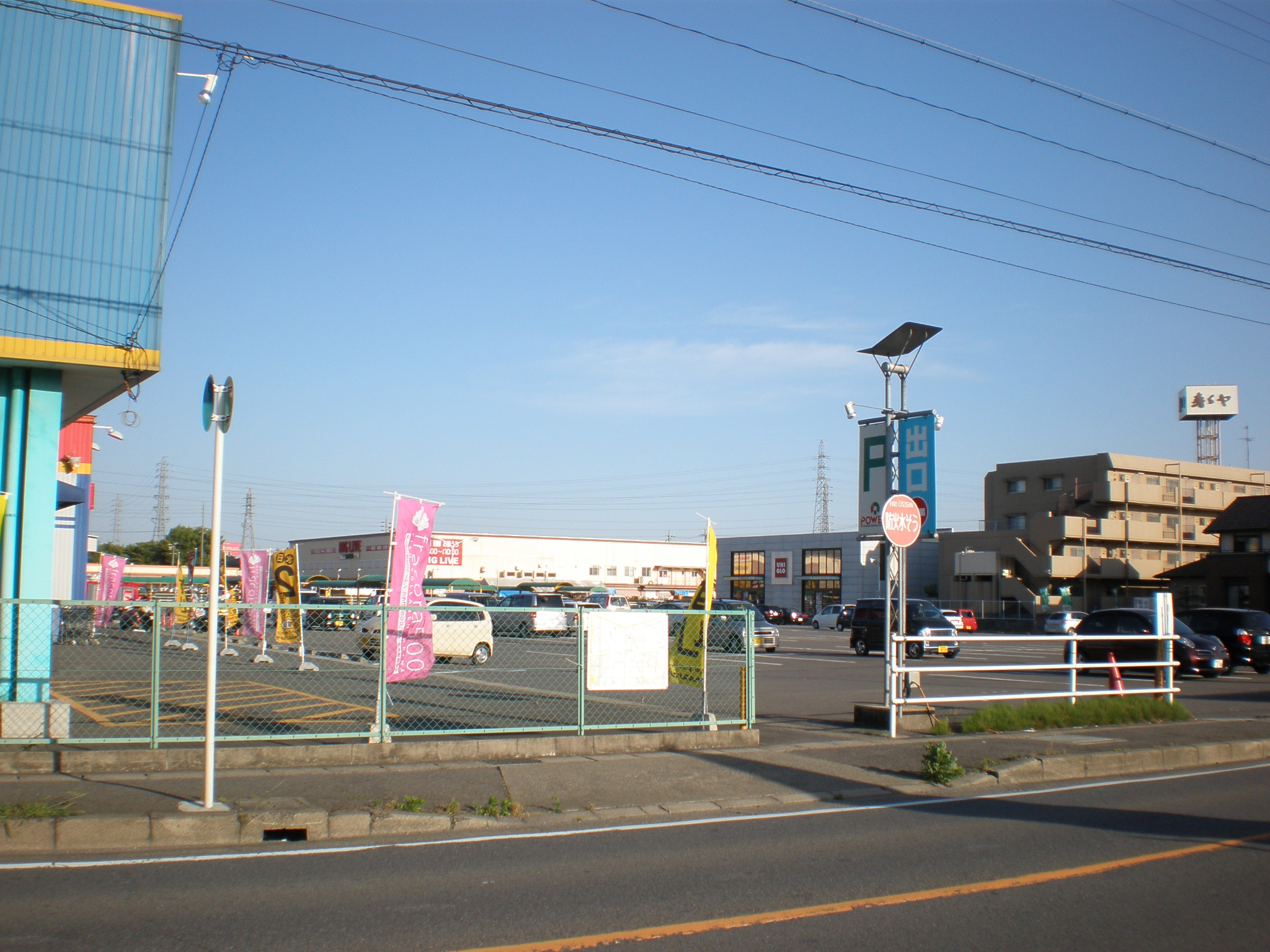
パワーズ小牧

- 国道155号（小牧一宮バイパス・北尾張中央道）
- 合瀬川
- 小牧市立小牧原小学校
- 東名高速道路
- 小牧市スポーツ公園
  - パークアリーナ小牧